# فانريش
```
Fähnrich
 (
تُلفظ بالألمانية:
 
[ˈfɛːnʁɪç]
) هي رتبة 
ضابط مرشح
 في 
القوات المسلحة النمساوية
 
والجيش الألماني
. تأتي كلمة 
Fähnrich
 من لقب عسكري ألماني قديم، 
Fahnenträger
 (حامل العلم)، وأصبحت لأول مرة 
رتبة عسكرية
 في ألمانيا في 1 يناير 1899. ومع ذلك، غالباً ما تتم مقارنة صفوف 
Fähnrich
 بشكل غير صحيح 
برتبة الملازم
، والتي تشترك في علم أصول الكلام نفسه، لكنها رتبة 
ضابط
 كامل (وإن كان من صغار الضباط).
```

## ألمانيا

### الألماني
Fähnrich هو جندي يرتقي في الرتب من رنبة فاننيونكر، مقارنةً بضابط صف يحمل رتبة أونترأوفيتزير)، ثم في الدرجات اللاحقة: Fähnrich (OR-6، أي ما يعادل فيلدفيبل)، وأوبرفينريش (OR-7 أي ما يعادل هاوبتفيلدڤيبل).
| من عند </br> 1956 |                             |                             |                                        |                                       |                                  |                                    | البحرية الألمانية                    | البحرية الألمانية             | البحرية الألمانية    | البحرية الألمانية |  |
| ----------------- | --------------------------- | --------------------------- | -------------------------------------- | ------------------------------------- | -------------------------------- | ---------------------------------- | ------------------------------------ | ----------------------------- | -------------------- | ----------------- |  |
|                   |                             |                             |                                        |                                       |                                  |                                    |                                      |                               |                      |                   |  |
|                   |                             |                             |                                        |                                       |                                  |                                    |                                      |                               |                      |                   |  |
| تميز              | أوبرفينريش (رقيب أول متدرب) | '''Fähnrich''' (رقيب كاديت) | فهننجونكر (الضابط المتدرب الصف العلوي) | Oberfähnrich (كبار المتدربين الطيران) | '''Fähnrich''' (الطيران المتدرب) | فهننجونكر (ضابط متدرب الصف العلوي) | Oberfähnrich zur See (منتصف الترتيب) | فانريك زور سي (الضابط البحري) | سيكاديت (متدرب بحري) |                   |  |
| Rangcode          | (OR-7)                      | (OR-6)                      | (OR-5)                                 | (OR-7)                                | (OR-6)                           | (OR-5)                             | (OR-7)                               | (OR-6)                        | (OR-5)               | (OR-5)            |  |
|                   |                             |                             |                                        |                                       |                                  |                                    |                                      |                               |                      |                   |  |
| حلف الناتو        | رقيب كاديت                  | رقيب كاديت                  | رقيب كاديت                             |                                       |                                  |                                    | ضابط صف بحري                         | ضابط صف بحري                  | ضابط صف بحري         |                   |  |
| USAF              |                             |                             |                                        | ضابط الطيران auch ضابط صف             | ضابط الطيران auch ضابط صف        | ضابط الطيران auch ضابط صف          |                                      |                               |                      |                   |  |
| RAF               |                             |                             |                                        | ضابط طيار بالوكالة                    | ضابط طيار بالوكالة               | ضابط طيار بالوكالة                 |                                      |                               |                      |                   |  |

### فانريك حتى عام 1945
| إلى 1945 | هير وصلة= ووفتوافا            | هير وصلة= ووفتوافا    | هير وصلة= ووفتوافا         | وصلة= كريغسمرين]                      | وصلة= كريغسمرين]                  | وصلة= كريغسمرين]                 | افن-SS                    | افن-SS               | افن-SS           | افن-SS      |
| -------- | ----------------------------- | --------------------- | -------------------------- | ------------------------------------- | --------------------------------- | -------------------------------- | ------------------------- | -------------------- | ---------------- | ----------- |
|          |                               |                       |                            |                                       |                                   |                                  |                           |                      |                  |             |
|          |                               | [ 2 ]                 |                            |                                       |                                   |                                  |                           |                      |                  |             |
| تميز     | Oberfähnrich (رقيب أول متدرب) | Fähnrich (رقيب كاديت) | فهننجونكر (الضابط المتدرب) | Oberfähnrich زور انظر (منتصف السفينة) | Fähnrich زور انظر (الضابط البحري) | Seekadett (منتصف السفينة جونيور) | SS-Standarten- oberjunker | SS-Standarten- يونكر | إس إس-Oberjunker | إس إس-يونكر |